# Bolesławice (województwo zachodniopomorskie)
Bolesławice (do 1945 niem. Fürstenflagge) – osada w Polsce położona w województwie zachodniopomorskim, w powiecie goleniowskim, w gminie Goleniów, sołectwie Święta.
Położona ok. 12 km na zachód do Goleniowa, przy drodze DW113 Święta-Goleniów-Maszewo, w Dolinie Dolnej Odry, nieopodal rzeki Iny, na terenach bagiennych, podmokłych, z gęstą siecią kanałów.

## Nazwa
Nazwa miejscowości wywodzi się od staropolskiego imienia męskiego Bolesław oznaczającego "bardzo sławny".

## Historia
Pierwsza wzmianka o wsi pochodzi z roku 1754, wtedy król Prus Fryderyk II Wielki nadał ziemię Karolowi von Gasmir. W 1771 majątek przejął Henryk von Bellows, a następnie stał się on własnością rodziny von Troschke. Znajdował się tutaj dwór oraz park (zespół dworsko-parkowy), zabudowania folwarku oraz domy mieszkalne. Wieś była doskonale wkomponowana w krajobraz, znajdował się tutaj również, nieistniejący dziś, cmentarz ewangelicki. Widoczne są pozostałości (betonowe kręgi) po niemieckich działach przeciwlotniczych.
Współcześnie dwór jest zniszczony, park zaniedbany, zachowały się nieliczne domy mieszkalne, w latach powojennych istniał tutaj PGR, który przejął zabudowania folwarczne.
Okoliczne miejscowości: Modrzewie, Święta, Krępsko, Inoujście.